# ليستير غرينغر
ليستير غرينغر (بالإنجليزية: Lester Granger)‏ هو عسكري أمريكي، ولد في 16 سبتمبر 1896 في نيوبورت نيوز في الولايات المتحدة، وتوفي في يناير 1976 في الإسكندرية في الولايات المتحدة.